# Sergej Glinka
Sergej Nikolajevitj Glinka, född 1776, död 1847, var en rysk författare. Han var bror till Fjodor Glinka och farbror till Michail Glinka.
Glinka har lämnat bidrag till rysk historieforskning och skrivit ett antal dramer.